# Jawa
Jawa ist ein tschechischer Motorrad- und ehemaliger Automobilhersteller. In der Vergangenheit war Jawa einer der führenden Motorradhersteller, Jawa-Zweiräder wurden in mehr als 120 Länder exportiert. Nach 1990 kam es zu einem erheblichen Produktionsausfall. 1997 wurde in Týnec nad Sázavou eine Nachfolgefirma gegründet, die den Namen JAWA Moto weiterführte. Zum 1. Januar 2025 waren in Deutschland 9347 Jawa-Krafträder zum Straßenverkehr zugelassen, was einem Anteil von 0,2 Prozent entspricht.

## Motorräder bis 1945

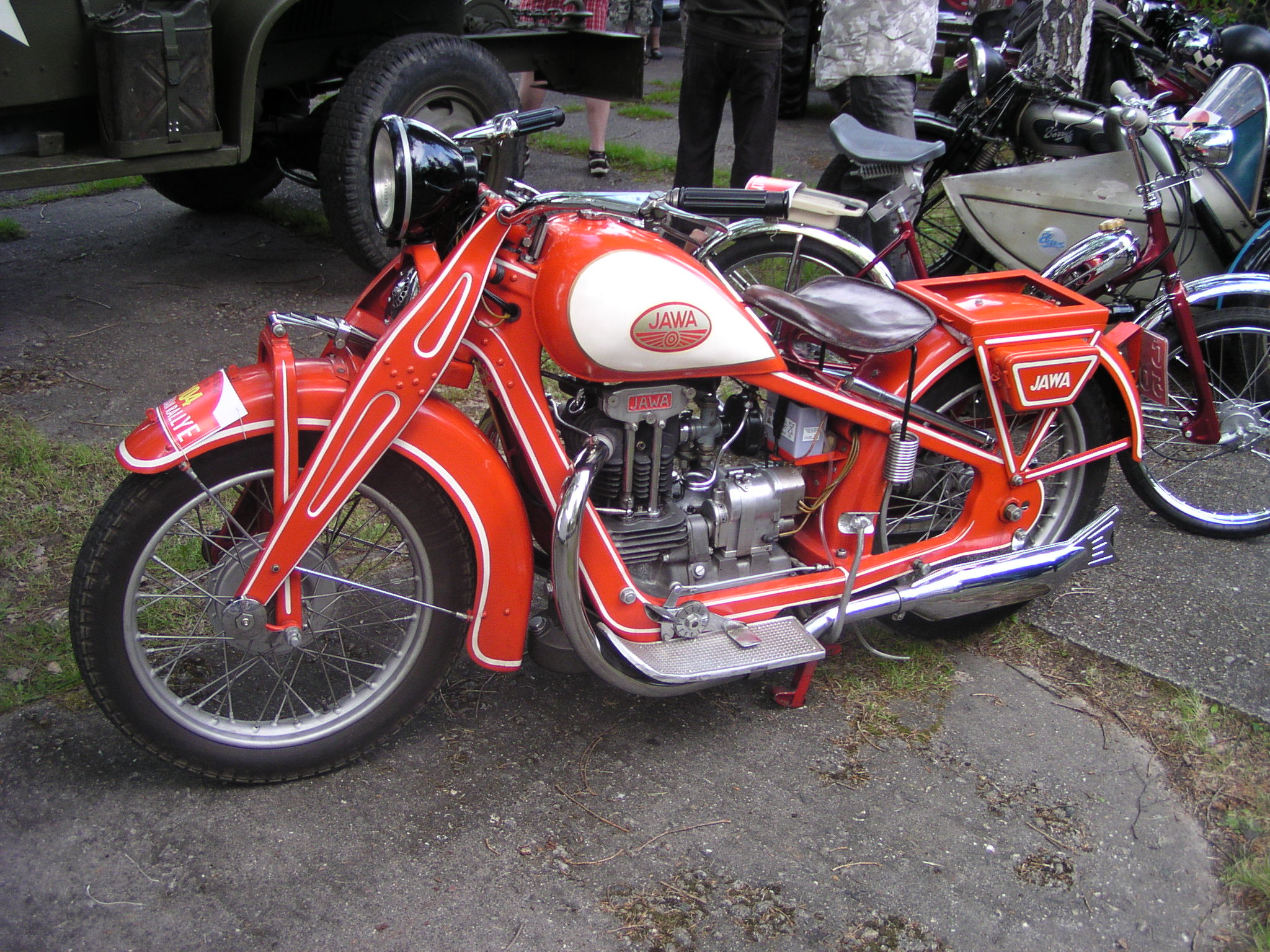
Jawa 500 OHV, noch auf der Wanderer K 500 basierend

Das Unternehmen entstand im Jahr 1929 aus einer Munitions- und Waffenfabrik, als der Besitzer František Janeček die Lizenz zur Produktion eines Motorrads mit 500 cm³ von der Wanderer-Werke AG in Schönau bei Chemnitz erwarb, welche die Produktion motorisierter Zweiräder aufgab. Aus den Namen „Janeček“ und „Wanderer“ wurde der Name „Jawa“ gebildet. Die Wanderer-Konstruktion war nicht ausgereift und der Erfolg nur mäßig. Daraufhin erfolgte mit Anstellung des englischen Motorradrennfahrers und Konstrukteurs George William Patchetts (1901–1974) die Konstruktion einer Jawa 175 mit einem von Villiers lizenzierten Zweitaktmotor. Die vergleichsweise preisgünstige Maschine war ein Erfolg und bereits 1933 das meistverkaufte Motorrad in der Tschechoslowakei, in abgewandelter Form wurde es noch bis 1946 gebaut. Den ersten eigenentwickelten Motor brachte Jawa 1934 als 350er sv in Serie, und schon 1935 kam die Jawa 350 OHV hinzu, die noch bis 1949 produziert werden sollte. Ein weiterer Erfolg war die ab 1934 produzierte Jawa 250 mit Zweitaktmotor und Umkehrspülung (Motorkonstruktion in Lizenz der Auto Union AG). Und auch beim Einstieg in die Klasse der Motorfahrräder mit der Jawa 100 „Robot“ und eigenkonstruiertem Zweitaktmotor lag Jawa auf Erfolgsspur. Von Anfang an waren eine auf Formschönheit bedachte Gestaltung und rote Lackierung typische Merkmale der Jawa-Motorräder.
Vorkriegsmaschinen (Auswahl)
- Jawa 500 OHV (1929) genannt Rumpál = Hubwinde, Einzylinder und Kardanantrieb, Lizenz Wanderer
- Jawa 175 Villiers (1932), Zweitakter-Einzylinder, Motoren und weitere Komponenten wurden von Villiers geliefert, später fertigte Jawa Motoren in Lizenz
- Jawa 350 SV (1934), Einzylinder
- Jawa 350 OHV (1935), Einzylinder
- Jawa 250 (1935), Zweitakt-Einzylinder
- Jawa 100 Robot (1937), Zweitakt-Einzylinder
- Jawa 250 Duplex Block (1939), Zweitakt-Einzylinder, das Getriebe ist mit dem Motorblock verblockt

## Motorräder 1945 bis 1990

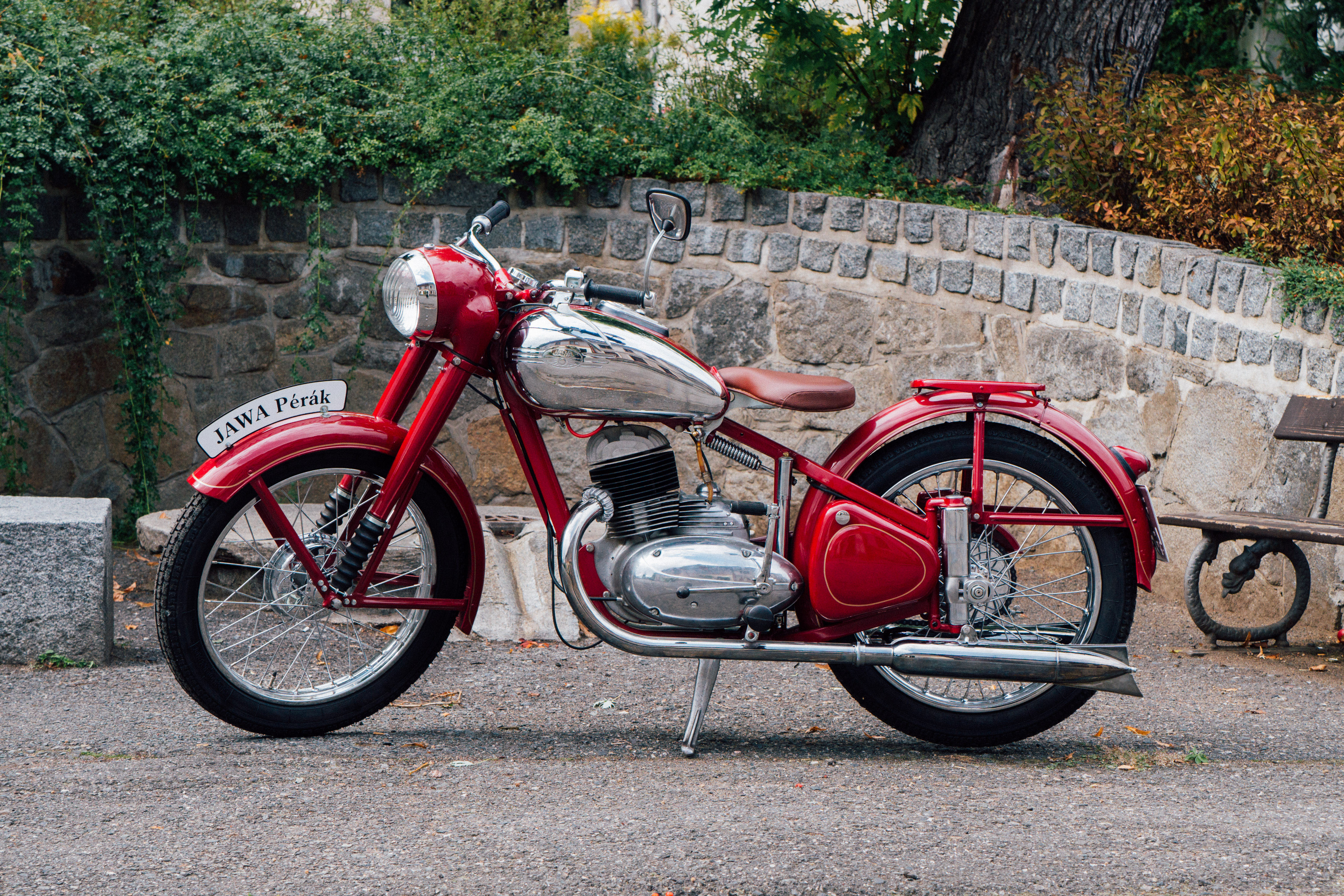
Jawa 250 Perak

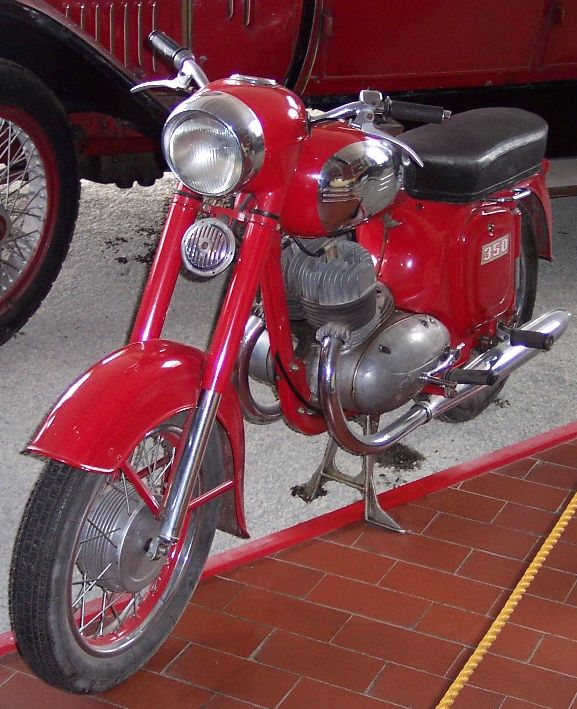
Jawa 350 Typ 354 aus den 1950er-Jahren

Neben den zum Teil weitergebauten Vorkriegsmaschinen konnte schon 1946 ein neues Modell, die Jawa 250 „Perak“ mit Geradwegfederung, herausgebracht werden. Deren heimliche Entwicklung hatte parallel zur verordneten Kriegsproduktion unter Janeček begonnen, der den Serienbeginn – 1941 nach einer Lungenentzündung verstorben – nicht mehr erlebte.
Der tschechische Motorradhersteller Ogar entwickelte in der zweiten Hälfte der 1940er Jahre ein Motorrad mit Zweizylinder-Zweitaktmotor mit 350 cm³ Hubraum, das ab 1948 produziert und ab 1950 unter der Marke Jawa vertrieben wurde. Es galt als konstruktiv wie formgestalterisch modern. Markant war die elegante Abdeckung des Vergasers in organischer Einheit zum Motor. Eine weitere Besonderheit war der Kupplungsautomat, der beim Betätigen des Schalthebels die Kupplung mit ausrückte, sodass auf das Kuppeln per Handhebel (der dennoch vorhanden war) weitgehend verzichtet werden konnte. Die Jawa 250 wurde diesem Typ konstruktiv weitgehend angeglichen. Kleinere Motorräder wurden seinerzeit als ČZ 125 und 150 angeboten. Die damaligen Jawa-Typen wurden auch „Pérák“ genannt.
Ab 1952 wurde die Jawa 500 mit Zweizylinder-Viertaktmotor und OHC-Ventilsteuerung in Serie produziert. Der Motor stellte eine fortschrittliche Entwicklung dar, vergleichbar mit dem Motor der etwas später herausgebrachten Horex Imperator. Einen Durchbruch erreichten Zweizylinder-OHC-Motoren in dieser Hubraumklasse jedoch erst ab 1965 mit der Honda CB 450. Formgestalterisch war die Jawa 500 an der Jawa 350 orientiert, auch deren halbautomatische Kupplung fand sich hier wieder. Die Produktion wurde 1958 ohne Nachfolger beendet. Seither hat Jawa kein Motorrad mehr mit eigenentwickeltem Viertaktmotor gebaut, abgesehen von Modellen für den Motorsport (siehe unten).
1953/54 wurden ČZ und Jawa zu einer gemeinsamen Marke Jawa-ČZ zusammengelegt und die bisherigen Zweitakt-Motorräder durch eine neue Modellgeneration abgelöst, darunter der Typ 354. Diese Motorräder hatten, obwohl einige formgestalterische Elemente der „Pérák“-Typen übernommen wurden, einen neuen Rahmen und ein umfassend überarbeitetes Fahrwerk. Zu den markantesten Veränderungen zählte die zweiarmige Hinterradschwinge mit Federbeinen, auf die sich auch der Spitzname Kývačka (sprich kiewatschka) dieser Baureihe bezieht. Damit hatte Jawa seinerzeit vielen anderen Herstellern etwas voraus, die meist noch Motorräder mit Geradewegfederung produzierten. Anstatt eines hart gefederten Einzelsitzes gab es nun eine Sitzbank. Die Motorleistung der 250er und 350er Jawa betrug zunächst weiterhin 9 bzw. 14 PS und wurde 1955 auf 12 bzw. 16 PS angehoben. Doppelauspuffanalage auch bei den kleineren Typen, verchromte Blenden am Tank, die Lackierung in kräftigem Rot und die einheitliche, markante Formgestaltung verliehen den Jawas dieser Modellreihe einen hohen Wiedererkennungswert. Sie wurden sehr umfangreich auch in die DDR exportiert, wo sie einen Kontrast zu den eher zweckmäßig gestalteten MZ-Motorrädern bildeten. Im Jahr 1963 waren 250 000 Motorräder von Jawa und ČZ in der DDR zugelassen.
1956 wurden die kleinen Jawa-ČZ überarbeitet. Dabei entfiel die Variante mit 150 cm³ Hubraum, stattdessen kam eine Ausführung mit 175 cm³ Hubraum hinzu. Mit Neuerungen wie 4-Gang-Getriebe, halbautomatischer Kupplung und Batteriezündung waren die kleinen Jawas den großen Geschwistern nun noch ähnlicher geworden. Auch die besondere Funktion des Schalthebels, der gleichzeitig als Kickstarter fungiert, wurde bei den kleinen Jawas nun eingeführt.
Ab 1961 wurden diese Typen wieder als ČZ angeboten und verschwanden damit aus dem Jawa-Programm. Die 1962 leicht überarbeiteten 250er und 350er Maschinen waren an einer bis zu den Lenkergriffen reichenden Scheinwerferverkleidung erkennbar, sie trugen den Spitznamen „Panelka“. Ab 1963 war ČZ Alleinhersteller der 175er, 250er und 350er Motoren in der ČSSR und belieferte Jawa damit.
Im Verlauf der folgenden Jahre ging die Innovationskraft von Jawa zurück. 1964 geriet der Betrieb wegen rückläufiger Nachfrage im Export in Schwierigkeiten. Als Reaktion darauf wurden ab 1966 Sondermodelle mit weniger Verkleidung und sportlicherem Aussehen unter der Bezeichnung Californian produziert, mit denen der Export in westliche Industrieländer und die USA im Speziellen stabil gehalten werden sollte. 18 PS aus 350 cm³ waren seinerzeit jedoch längst nicht mehr das, was die dortige Kundschaft erwartete. Mit der Californian IV Oilmaster gelang dann 1969 eine Leistungssteigerung auf 23-, später 25,5 PS, was jedoch immer noch deutlich unter dem lag, was die westliche Konkurrenz bot. 1966 beendete die Staatliche Plankommission der DDR den Import der 250er und 350er Jawas. Etwa zeitgleich wurde  ein deutlich umfangreicherer Import von Škodas vorgesehen, der Pkw-Mangel war in der DDR weitaus größer als der Mangel an Motorrädern. An der Einfuhrsperre gegen Zweiräder aus der DDR in die ČSSR änderte sich hingegen nichts. Ein langfristiges Handelsabkommen mit der UdSSR sicherte 1964 den weiteren Ausbau der Jawa-Produktion durch umfassenden Export in die Sowjetunion, wobei im Gegenzug die dortige Produktion von Zweirädern bis 250 cm³ beendet werden sollte. Der Export vor allem in die Sowjetunion nahm fortan eine dominierende Rolle bei Jawa ein, beispielsweise gingen laut Produktionsplan 1976 von jährlich 82 000 gebauten Jawas 63 000 in die Sowjetunion.
Auf der Maschinenbaumesse in Brno 1967 wurde eine neu entwickelte Modellreihe 623/633 mit Präge-Rahmen und sehr ungewöhnlichem Äußeren präsentiert, die jedoch erst 1970 mit geänderter Formgestaltung in Serie ging. Wegen der auffallend kantig-gedrungenen Optik wurden diese Maschinen auch unter der Bezeichnung Bison bzw. Bizon bekannt. Diese Maschinen hatten einen neu entwickelten Motor mit wiederum 250- oder 350 cm³ Hubraum, wobei nun auch die 250er als Zweizylinder ausgeführt war. Die Produktion erfolgte parallel zur Californian und der Panelka, ehe die Ablösung aller drei Reihen durch die Jawa 634 erfolgte. Diese war ein robustes Gebrauchsmotorrad mit bis zu 28 PS und zeitgemäßem Äußeren, doch von der früheren herausragenden Innovationskraft im Hause Jawa konnte nun keine Rede mehr sein. Zumindest 1976 war die Jawa 634 mit 350 cm³ Hubraum das Haupterzeugnis von Jawa, 1976 wurden davon 75 023 Maschinen produziert, sowie nur 5000 Jawa 250. Hinzu kamen 1145 Speedway-Maschinen und 123 Sonderfahrzeuge. 1984 wurde der Typ 634 zum 638 und 639 weiterentwickelt, wobei der bekannte Motor nun einen Leichtmetallzylinder mit Graugussbuchsen hatte. 1985 stieg Jawa mit dem zusätzlichen Modell 500 R wieder in den Verkauf von Viertakt-Maschinen (Rotax-Motor) ein, wobei der Blick nicht zuletzt auf dem westdeutschen Markt lag.

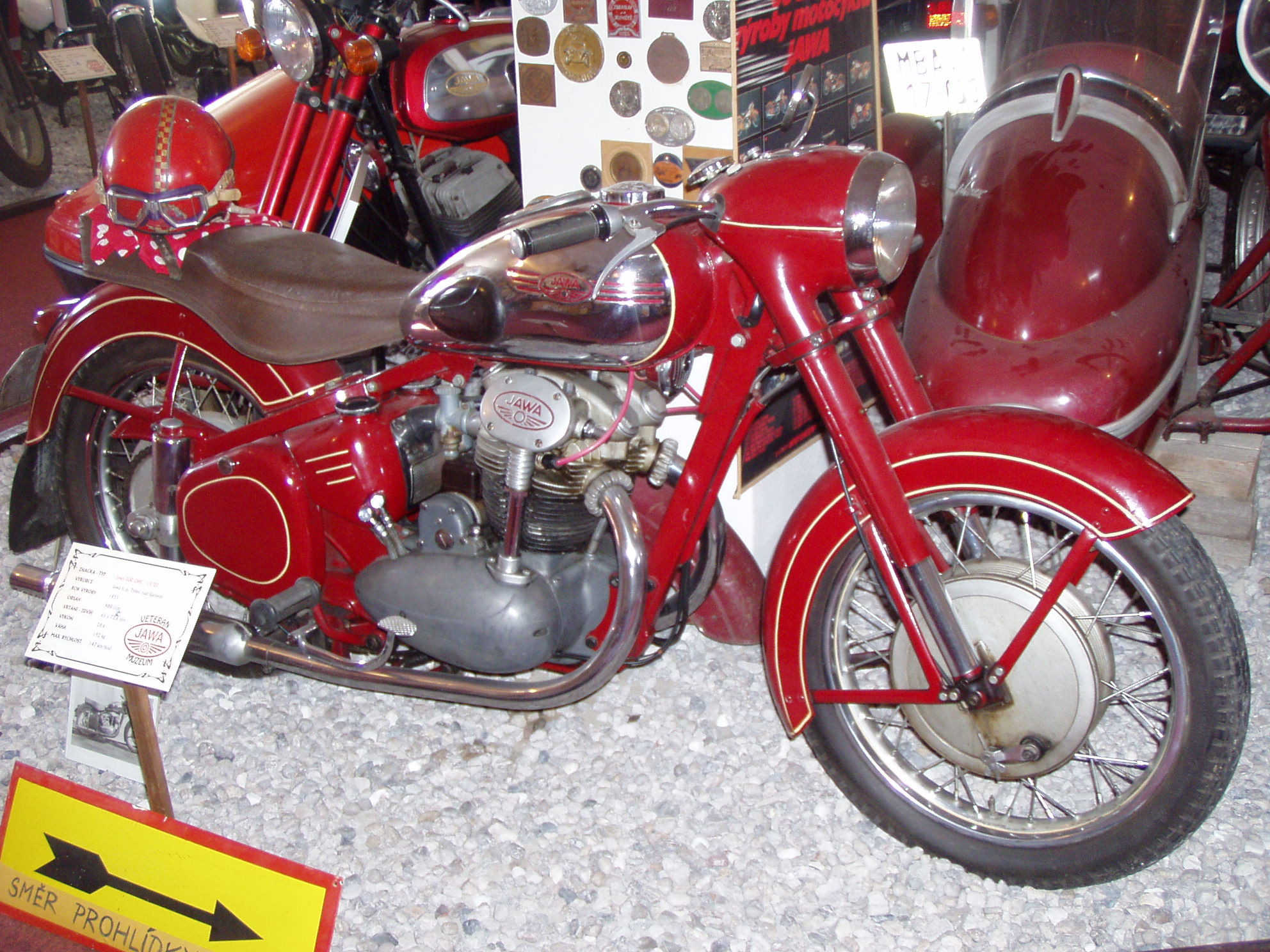
Jawa 500 OHC
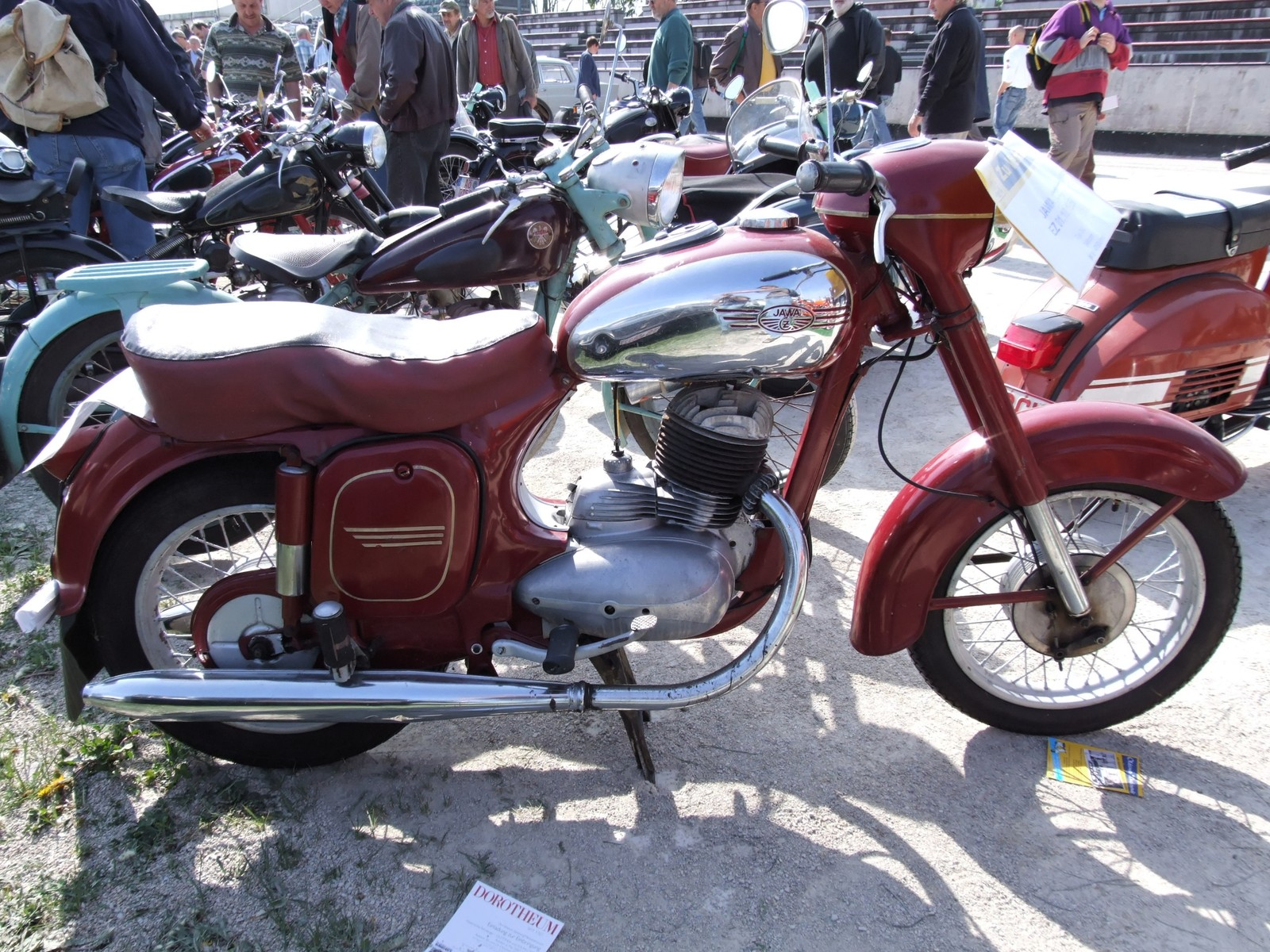
Jawa 250 Typ 353 (1956)
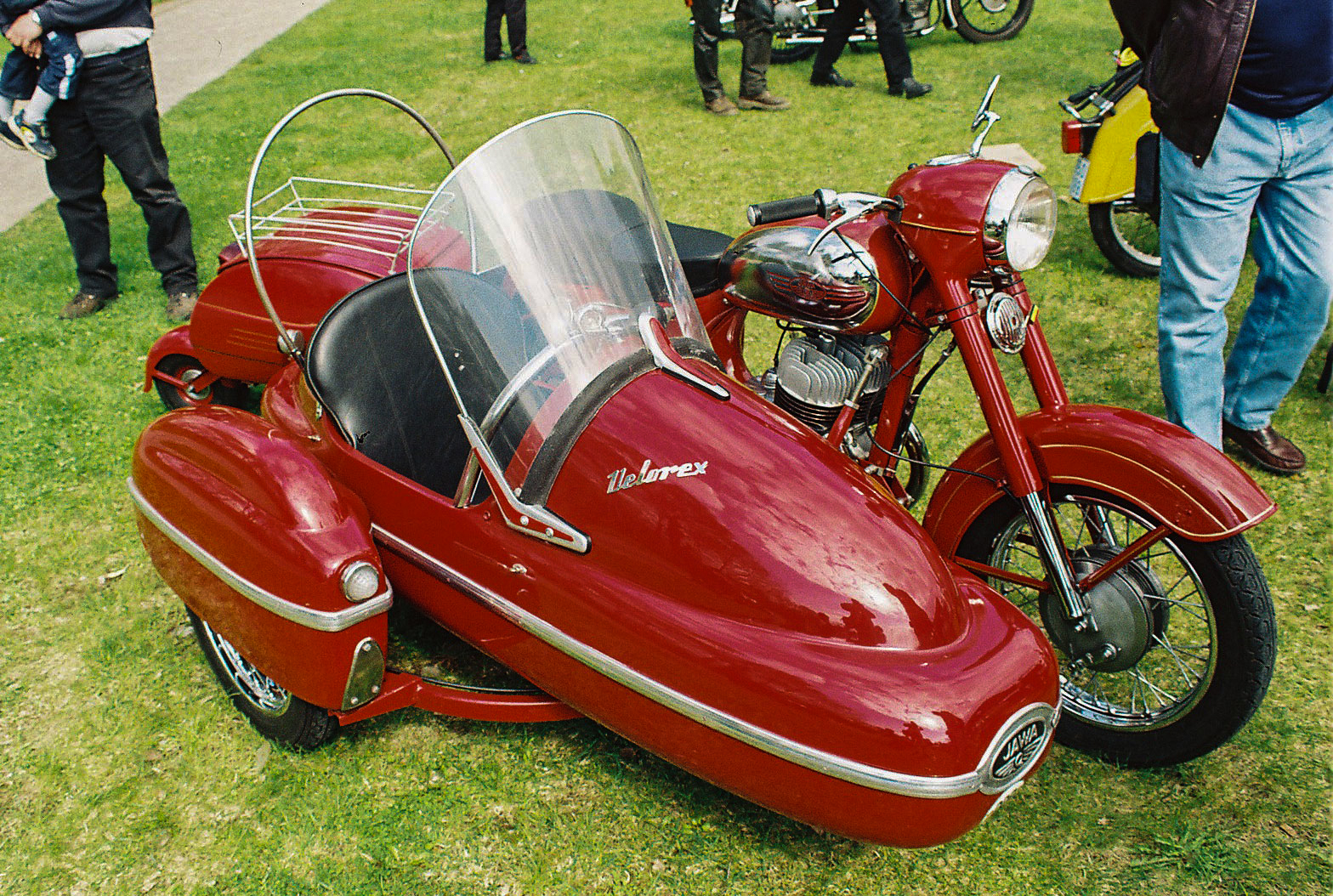
Motorradgespann Jawa 350-354/06, mit Beiwagen von Kovona Karviná mit dem Namen Velorex.
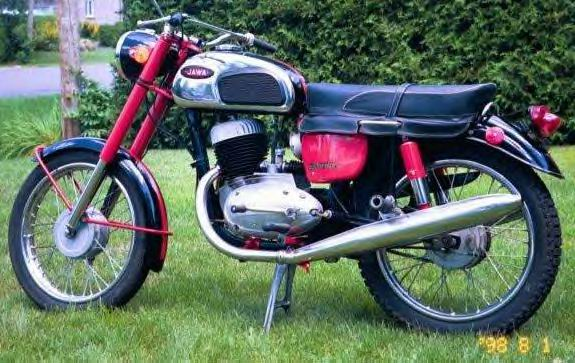
Jawa 350 Californian aus den 1970er-Jahren
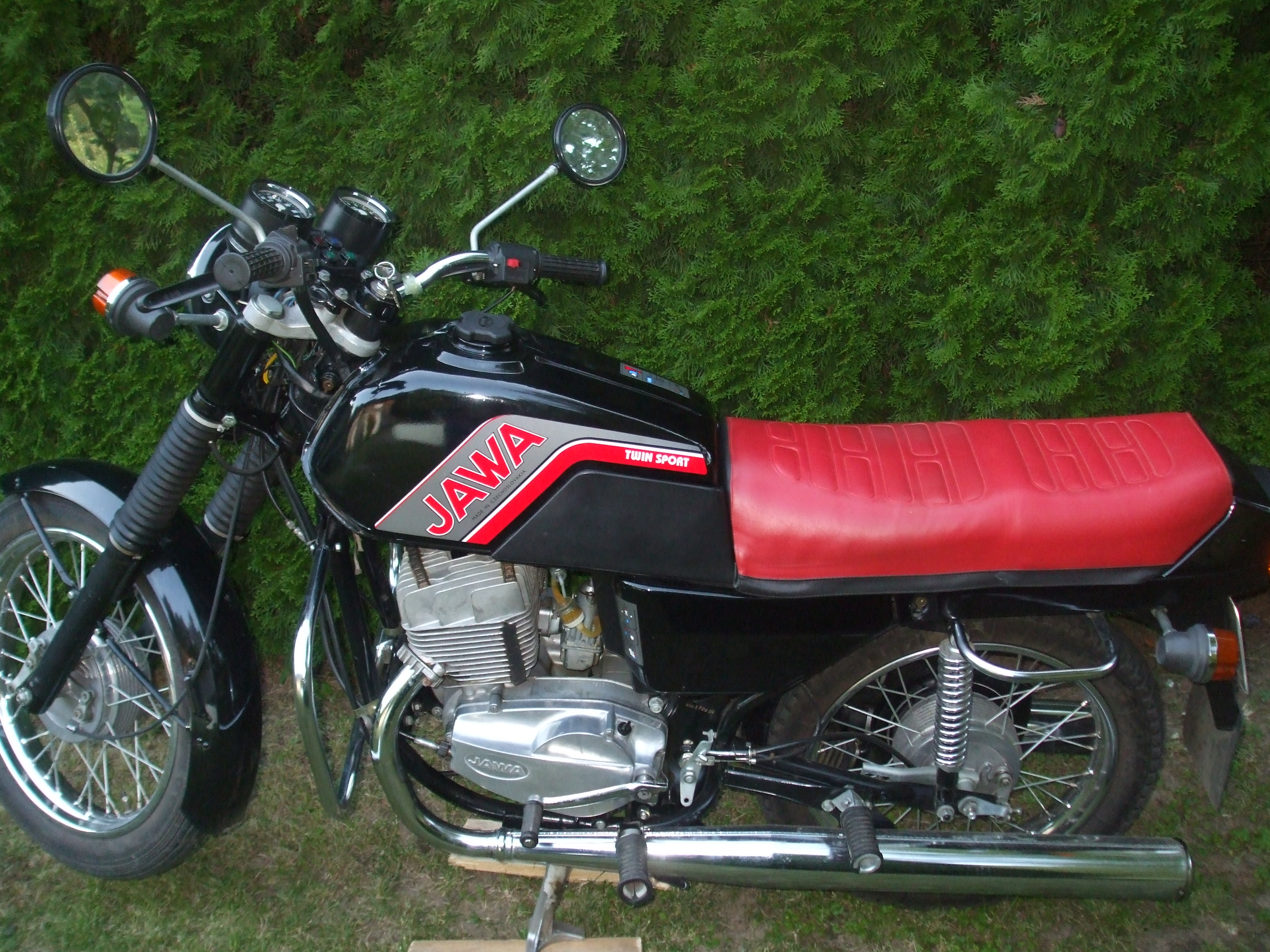
Jawa 350 Typ 638, produziert ab 1984

Motorräder 1945 bis 1990 (Auswahl)
- Jawa 250 typ 11 (1946), genannt Pérák = Federmann, Einzylinder-Zweitaktmotor, Geradewegfederung am Hinterrad
- Jawa 350 typ 12 (1948), genannt Pérák = Federmann, anfangs unter dem Markennamen Ogar 350, Zweizylinder-Zweitaktmotor, Geradewegfederung am Hinterrad[6]

Jawa 500 OHC Typ 15/00, /01 Zweizylinder-Viertaktmotor, Königswelle mit Schraubenrädern (1952–1956) und Typ 15/02, Königswelle mit Kegelrädern (1956–1959), Geradewegfederung am Hinterrad
- Jawa 250, 350 Typ 354 (Zweizylinder), 125, 150 und 175 mit Hinterradschwinge (ab 1954), genannt „Kývačka“ (sprich kiewatschka)
- Jawa 250 Californian und Jawa 350 Californian, mit auskuppelndem Getriebeschalt-Fußhebel, die späteren 350-Modelle mit der Bezeichnung 'Oilmaster' mit Pumpenschmierung.
- Jawa 350 Typ 633 „Bizon“, produziert 1970–1972.[18]
- Jawa 350 Typ 634 (1973–1984, Zweizylinder-Zweitaktmotor, 350 cm³)

## Motorsport

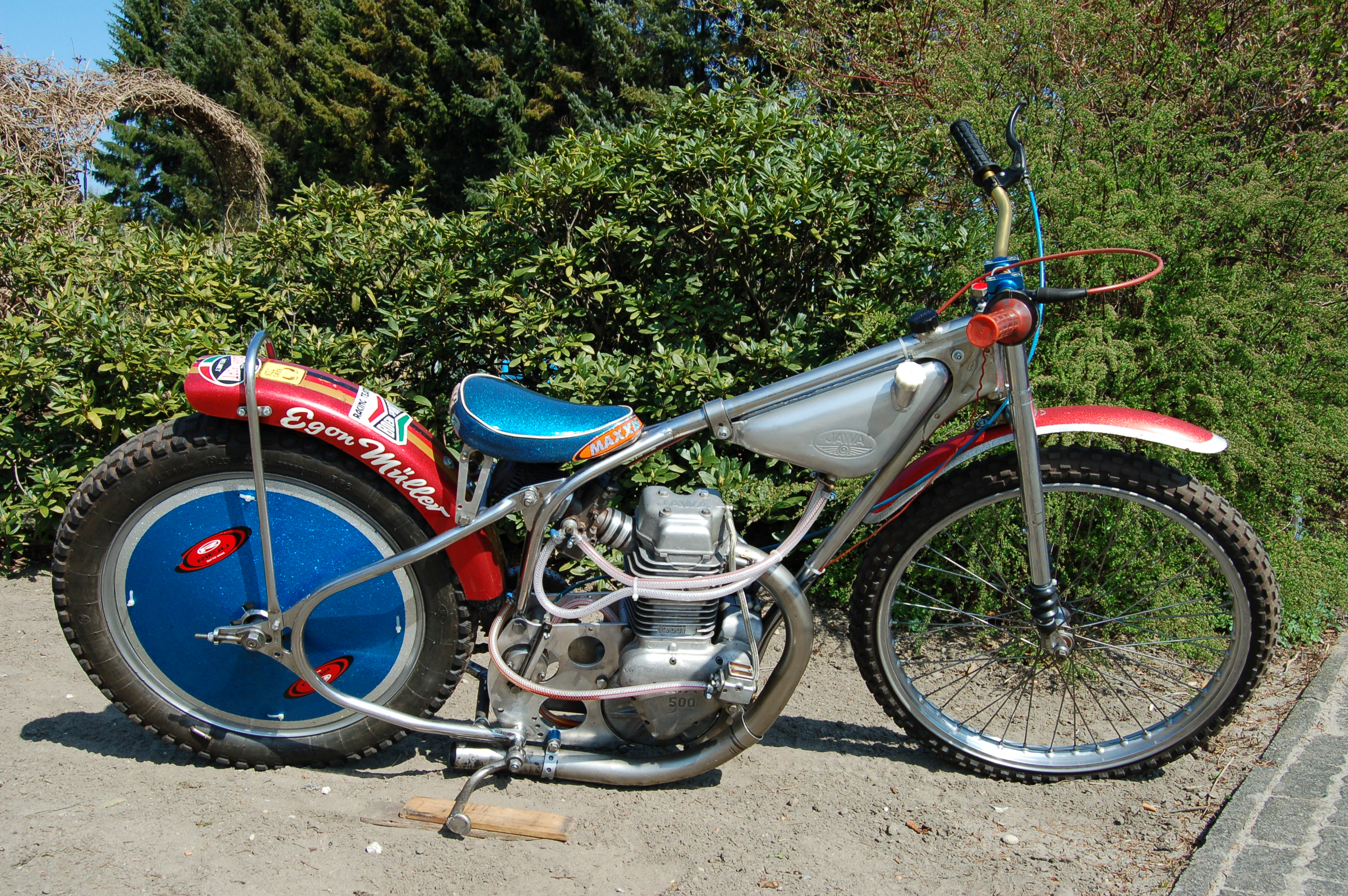
Jawa-Speedway-Maschine mit 500-cm³-Motor

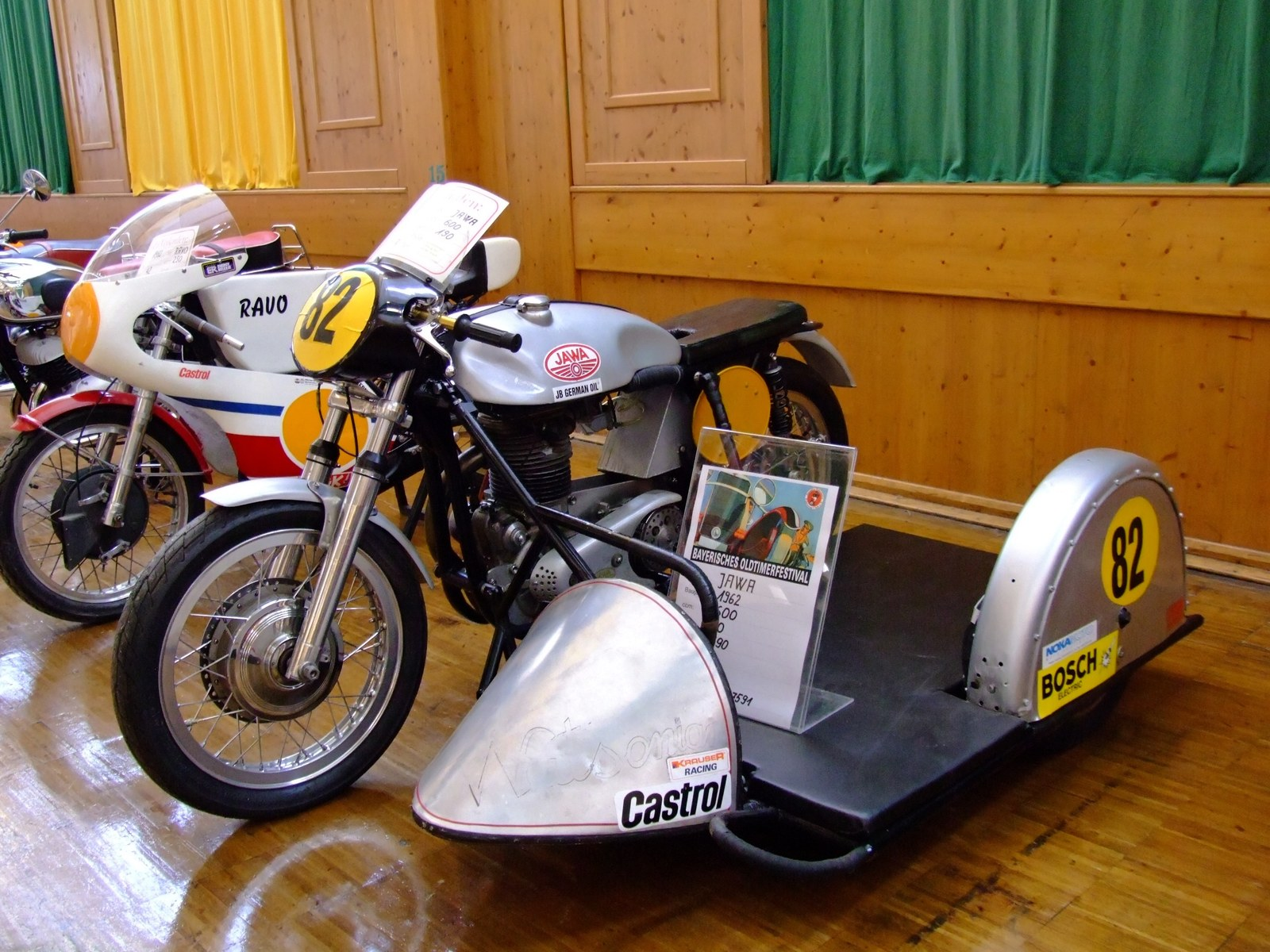
Jawa 600 cm³ (1962)

Jawa engagierte sich in der sozialistischen Ägide umfangreich im Geländesport, dem Bahnsport, Trial und Rennsport. Zahlreiche unterschiedliche Kleinserien entsprechender Maschinen wurden gebaut. Fahrer mit Motorrädern von Jawa erreichten dabei viele Erfolge im Motorradsport.
Hervorzuheben sind hierbei 15 Siege tschechoslowakischer Nationalmannschaften im Wettbewerb um die World Trophy bei den Internationalen Sechstagefahrten (seit 1970 die offiziellen Mannschaftsweltmeisterschaften im Endurosport) zwischen 1947 und 1982. In den Jahren 1970, 1971, 1972, 1973, 1974 wurde fünfmal in Folge die World Trophy ausschließlich auf Jawa-Motorrädern errungen. Eine Leistung, die daneben lediglich der DDR-Nationalmannschaft auf MZ zwischen 1963 und 1967 gelang.
Fahrern auf Jawa gelangen in den 1960er-Jahren zudem mehrere Grand-Prix-Siege  in der Motorrad-Weltmeisterschaft.
Bekannt sind auch die Jawa-Gespanne mit Beiwagen von Velorex. Ebenso von Velorex wurden dreirädrige Miniautos mit zwei Plätzen auf Basis des kompletten Jawa-Motorradantriebs hergestellt. Die Karosserie bestand aus einem mit abnehmbarem Kunstleder bespannten Stahlrohrskelett. Populär wurden sie unter den Spitznamen „Netopýr“ („Fledermaus“) oder „Montgomerák“ („Montgomery-Rock“, nach dem General Montgomery, dessen Dufflecoat in charakteristischer Farbe und aus ähnlichem Material als Montgomery-Mantel populär wurde).
Sportmodelle (Auswahl)
- Jawa 500 Rennsport (Speedway, 1964, ex ESO S45 (ab 1953) OHV, ab 1976 DOHC)
- Jawa 350 RS (Wassergekühlter Vierzylinder-Viertakt-Drehschieber)
- Jawa 250 RS, 1977 (Wassergekühlter Zweizylinder-Zweitakt-Drehschieber)[20]
- Jawa 250 GS (Wassergekühlter Zweizylinder-Zweitakt-Drehschieber)
- Jawa 250 Motocroß, 27 PS (1963)[21]

## Einradanhänger PAV 40/41/100

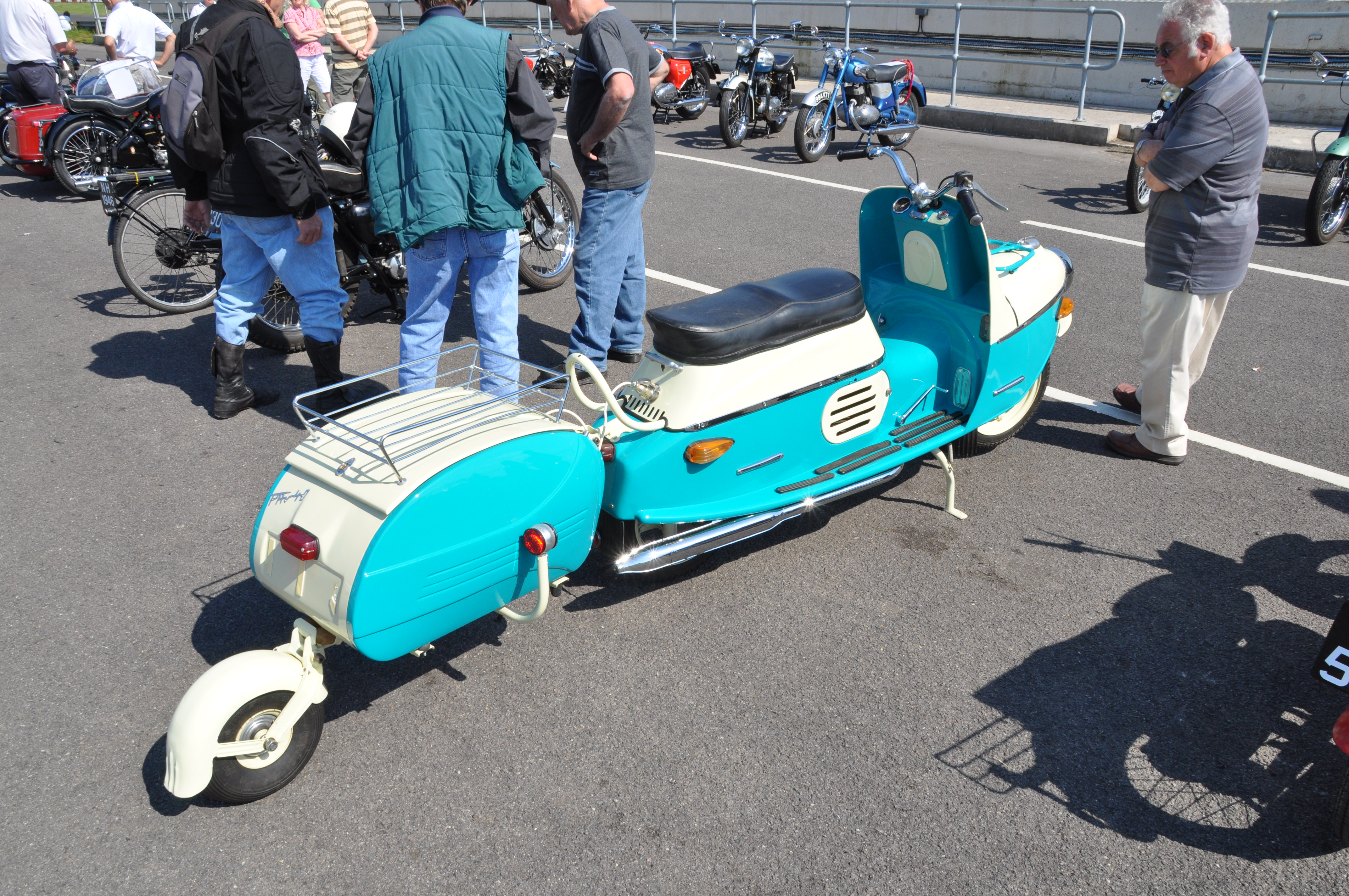
PAV-Einradanhänger an einer ČZ Čezeta

Die ersten Motorradanhänger PAV 40 wurden von 1960 bis 1963 von der Avia Letňany gefertigt, später von Jawa. Der PAV 41 ersetzte den PAV 40 und wurde bis in die 1970er-Jahre produziert. Die Anhänger besitzen ein nachlaufendes Rad der Größe 260 × 85 und eine bauartbedingte zulässige Höchstgeschwindigkeit von 70 km/h. Die Hänger gelten heute als gesuchtes Zubehör für klassische Motorräder nicht nur von Jawa oder für Kleinwagen wie die BMW Isetta.
Technische Daten PAV 40
- Eigengewicht 20 kg
- Zulässige Belastung 30 kg
- Zulässige Höchstgeschwindigkeit 70 km/h
- Laderaum 103,6 dm³
- Radabmessungen 260 mm × 85 mm
- Reifendruck 1,0–1,2 bar
- max. Breite 620 mm
- max. Höhe 600 mm

## Motorräder seit 1990
Die politischen Umwälzungen und damit verbundenen Marktveränderungen bewirkten schlagartig einen Rückgang der Jawa-Produktion. Lag der Jahresausstoß in den 1980er Jahren noch bei etwa 100 000 Motorrädern, verließen 1991 nur noch etwa 20 000 Maschinen das Werk. Die Privatisierung des Betriebs zog sich bis 1997 hin. Auch die darauffolgende Aufnahme verschiedener Modelle mit Viertaktmotor in das Angebot konnte nicht verhindern, dass der Jahresausstoß bis zum Jahr 2017 auf nur noch rund 1300 Maschinen absank. Im Jahr 2005 wurde eine breite Modellpalette an Motorrädern in den Hubraumklassen von 50 bis 650 cm³ angeboten. Außer mit den hauseigenen Zweitaktern waren die Maschinen auch mit Viertaktmotoren ausgestattet; dies sind chinesische Nachbauten der Honda-Motoren von Jincheng Motors in Nanjing mit 50 bis 125 cm³ sowie der 650er-Einzylinder von Rotax.
Mit dem Typ 639 setzte Jawa das Konzept des Motorrads mit Zweizylinder-Zweitaktmotor und 350 cm³ Hubraum über die politische Wende hinaus fort, und der Nachfolgetyp 640 wird bis heute in dieser Tradition produziert. Inzwischen darf dieses Motorrad wegen nicht erfüllter Abgasvorschriften in der EU (und damit auch in Tschechien selbst) nicht mehr verkauft werden, es wird aber noch für den Export in nicht-EU-Staaten hergestellt. Gegenwärtig (Stand 2023) wird es dazu in drei verschiedenen Ausführungen gebaut, darunter auch als Retro-Auflage des Typs 634. Um auch Kunden in der EU weiterhin zu erreichen, wurde eine Ausführung mit Viertaktmotor abgeleitet, die Jawa 350 OHC. Gestalterisch ist auch sie an den Typ 634 angelehnt, es gibt jedoch auch andere Varianten. Die technische Basis für die 350 OHC bildet indes die chinesische Shineray XY400.
Weitere Retro-Motorräder der Marke Jawa baut der indische Mahindra-Konzern, der seit 2016 die Rechte an der Marke Jawa für den asiatischen Markt innehat. Seit 2018 baut Classic Legends Private Limited als Tochterunternehmen von Mahindra & Mahindra Limited drei Retro-Modelle: Jawa 300 CL, Jawa Forty Two (beide Einzylinder, Viertakt, 293 cm³) und Jawa Perak (Einzylinder, Viertakt, 334 cm³). Bei dem Modell Jawa 300 CL handelt es sich um ein Retro-Motorrad, das die Gestaltung der Kývačka aufgreift, während das Modell Perak an die Gestaltung der ersten Nachkriegsmodelle anknüpft.
Jawa-Motorräder entstehen außerdem auch seit 2019 in Kooperation mit dem argentinischen Hersteller RVM, diese werden jedoch nicht in Europa verkauft.
Modelle nach 1990 (Auswahl)
- Jawa 350 typ 640 (1991), außerhalb der Europäischen Union, da sie die Abgasnormen nicht erfüllen.
- Jawa 350 OHC (2017) = Shineray XY400
- Jawa 300 CL (2018), lizenzierte Produktion in Indien
- Jawa RVM 500 (2020), lizenzierte Produktion in Argentinien

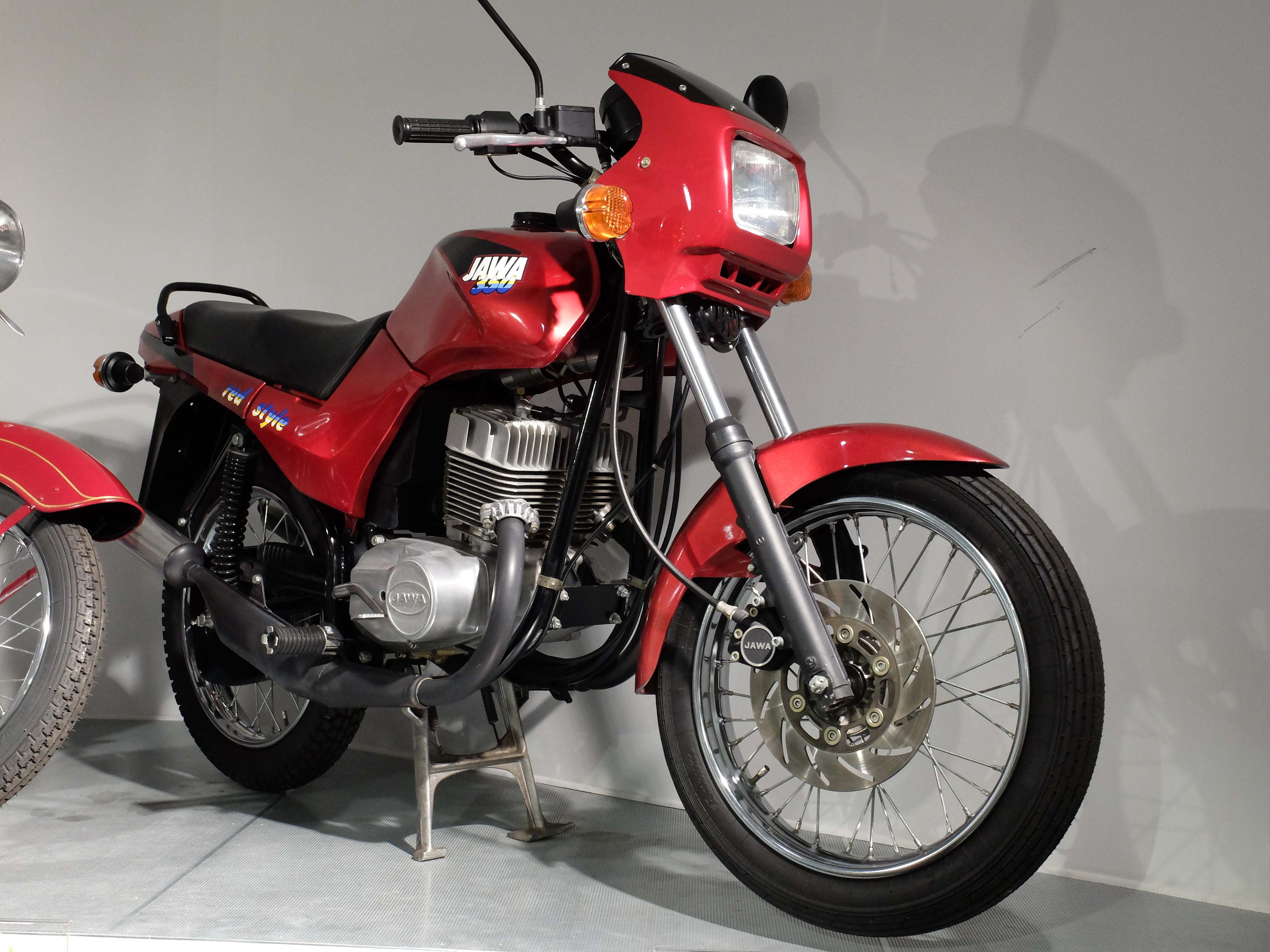
Jawa 350/640 red style von 1993, unrestaurierter Originalzustand
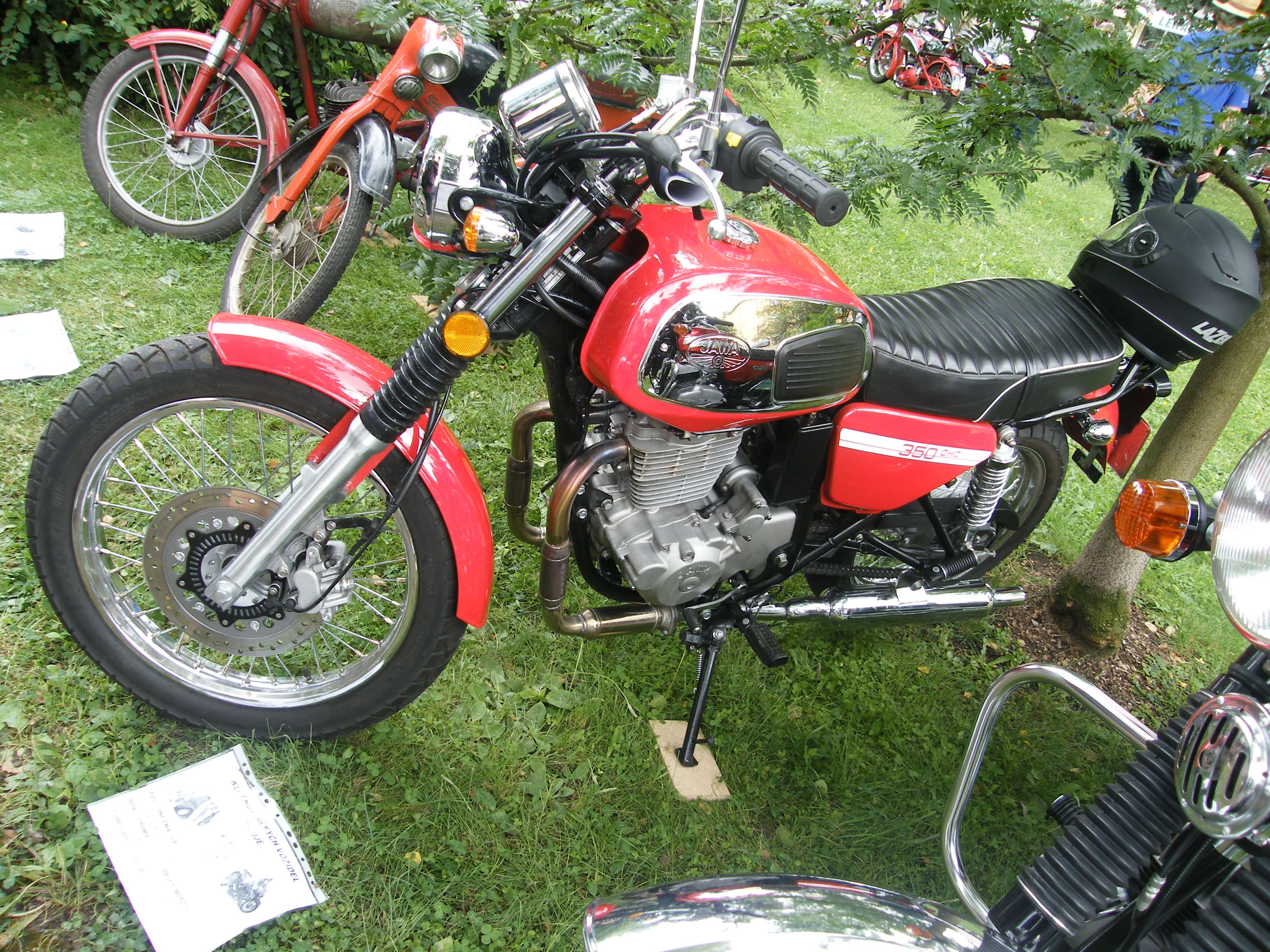
Jawa 350 OHC, Ein Retro-Motorrad, das gestalterisch an die Jawa 634 angelehnt ist.

## Kleinkrafträder

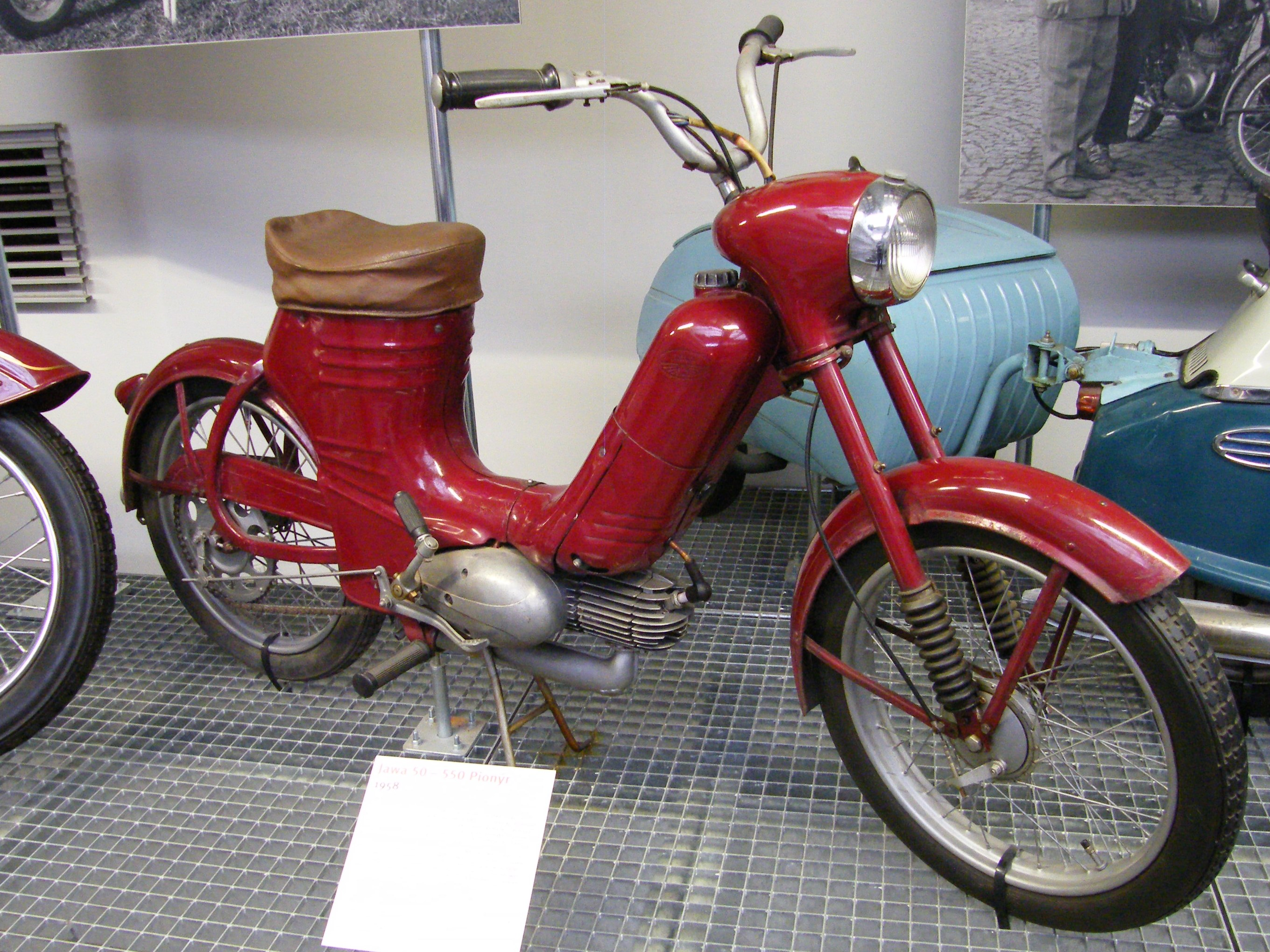
Jawa 550 – das erste Kleinkraftrad mit Fußrasten und Kickstarter

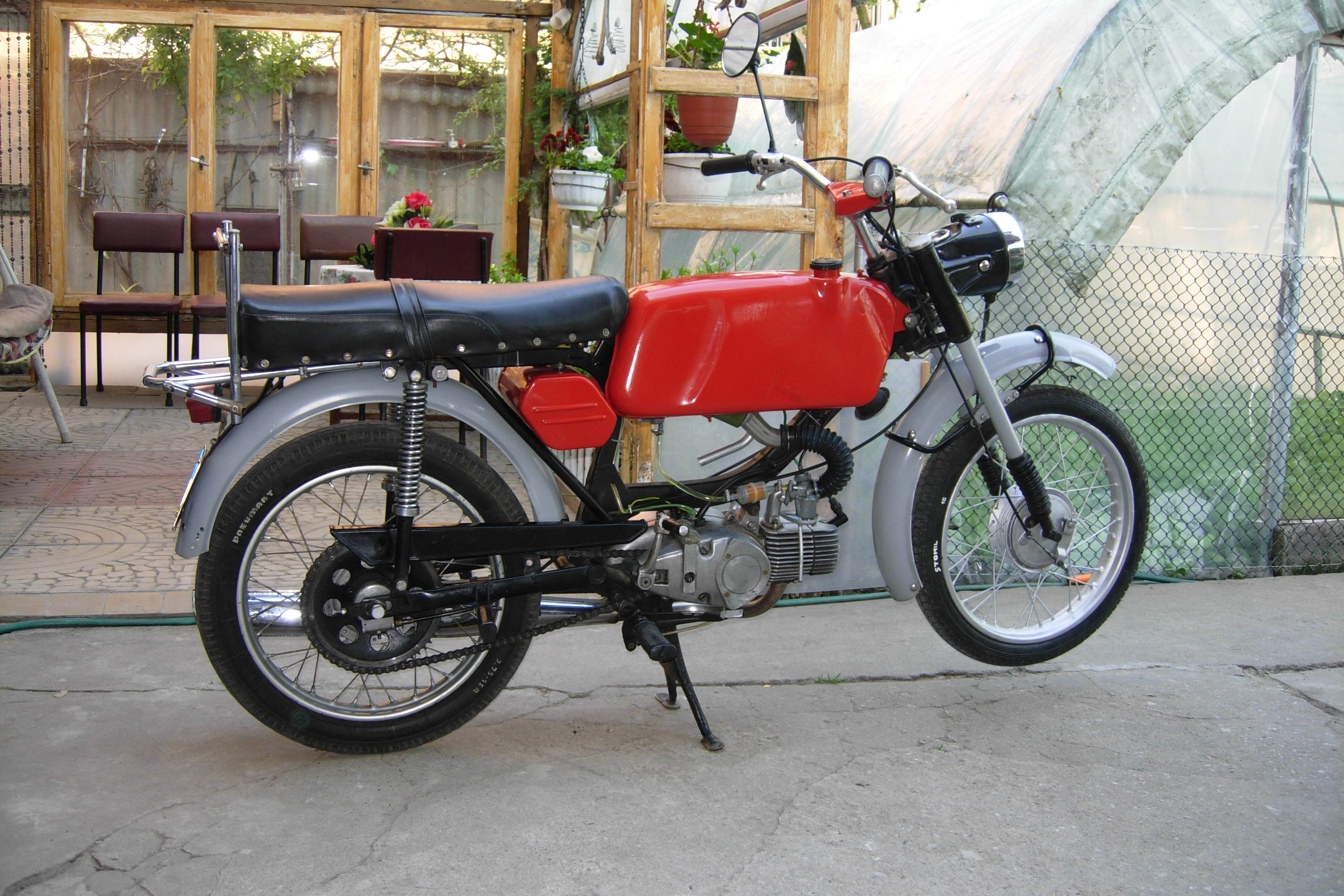
Jawa 50 Mustang,
Spitzname „Indianerfahrrad“

In den Kleinkrafträdern von Jawa wurden in den 1950er-Jahren einige fortschrittliche und international richtungsweisende Konstruktionstendenzen erstmals verwirklicht. Der ursprüngliche Typ 550, der 1954 präsentiert und ab 1955 gefertigt wurde, war ein halbverkleidetes Mokick mit 1,5 PS und 50 km/h Höchstgeschwindigkeit und verfügte bereits über ein fußgeschaltetes Dreigang-Getriebe, Fußrasten und Kickstarter. Schalthebel und Kickstarter waren dabei als Besonderheit ein und dasselbe Bauteil. Es folgten die Jawa 555 (1958), sowie die Typen 05 (1962), 20/21 (1966) und 23 „Mustang“ (1968). Die Mokick-Modellreihe wurde im slowakischen Považská Bystrica im Werk Považské strojárne produziert, und zwar in dem Werk, wo auch die Manet-Zweiräder hergestellt wurden. Die Leistung des Motors wurde gesteigert, 1968 erreichte die im Motorrad-Look gehaltene Jawa Mustang 4 PS und 65 km/h. Gegen die in der DDR verbreiteten Simson-Mokicks konnten sich die Jawas jedoch nicht durchsetzen. Erstere hatten einen weitaus durchzugsstärkeren Motor, waren ausgereifter und gut ausgestattet. Die Jawa Mustang verfügte dagegen weder über Bremslicht und Blinker noch über eine Lichthupe. Der erst 1973 begonnene Import in die DDR wurde schon Mitte der 1970er-Jahre wieder eingestellt. Länger wurde sie noch in Westdeutschland angeboten. Ab 1967 – zur Zeit der teilweisen politischen und wirtschaftlichen Öffnung der Tschechoslowakei dem Westen gegenüber – wurden in Kooperation mit Italien drei Modelle etwas größerer Kleinmotorräder mit einem Hubraum von 90 cm³ entwickelt (SK90 Jawa Roadster, Trail und Cross) und bis 1972 produziert. Diese wurden sowohl in der DDR als auch in der BRD (Neckermann) angeboten, im Testbericht der KFT fiel das Urteil jedoch sehr durchwachsen aus. Anders die ab 1970 produzierte Mofa-Modellreihe Babetta, die nicht in der DDR angeboten wurde, sich jedoch unter anderem in Westdeutschland großer Beliebtheit erfreute, wo sie über Neckermann und Quelle vertrieben wurde. Noch einmal gelang Považské strojárne hierbei eine bemerkenswerte Innovation, denn die Babetta war bereits mit einer elektronischen Zündung ausgestattet. 1976 wurden von Jawa insgesamt 118 997 Maschinen der 50 cm³-Klasse hergestellt, davon 40 972 Babettas. Die Produktion von Kleinkrafträdern in Považská Bystrica endete 1982. Die Babetta wurde jedoch noch bis 1999 in Kolárovo weitergebaut.
Parallel begann bei Jawa in Prag im Jahr 1958 die Serienproduktion eines Mopeds, der Jawetta 551. Prototypen wurden bereits 1956 in Brno und auf der Leipziger Frühjahrsmesse 1957 vorgestellt. Das modern gestaltete Fahrzeug mit Pressschalenrahmen besaß einen liegenden Einzylinder-Zweitaktmotor mit zwei Gängen und 1,5 PS Leistung, der das 42 kg schwere Moped auf 45 km/h beschleunigte. Weiterhin gab es das Moped Jawetta Sport, das sportlicher gestaltet war und eine auf 2 PS erhöhte Motorleistung besaß.
Zudem begann 1957 im tschechischen Rakovník die Produktion von Mopeds der Stadion-Baureihe, die jedoch nicht unter dem Namen Jawa vertrieben wurden. Beim Motor handelte es sich um den Typ 552, der aus dem Typ 551 der Jawetta abgeleitet war.
Kennzeichnend für die Jawa-Kleinkrafträder war von Anfang an der liegende Zylinder (außer bei der Stadion- und Jawa 90-Baureihe). Trotz seiner Langhubigkeit (Hub: 44 mm, Bohrung: 38 mm) war dessen Elastizität mangelhaft. Diese Charakteristik, die zum Fahren mit hohen Drehzahlen zwang, brachte den kleinen Jawas den Spitznamen „Zwiebacksäge“ ein.
Bekannte Kleinkraftrad-Modelle
- Jawa 50 Pionýr/Pionier typ 550 (1954), einsitzig, auch „Pařez“ (sprich Parschäss) = Baumstrunk genannt
- Jawa 50 Typ 555 (1958), einsitzig, Vollverkleidung mit Gepäckträger über dem Hinterrad
- Jawa 50 Typ 05, Typ 20, 21 „Pionýr/Pionier“ (zweisitzig, Halbmotorroller mit oder ohne Trittbretter/Knieschutz, Dreigang-Getriebe, Fußschaltung)
- Jawa 50 Typ 23 Mustang (1968, zweisitzig, Antriebsaggregat identisch mit Modell 20, 21)
- Jawa 90, Original SK 90 Cross, Trail und Roadster (1968–1972)
- Jawa 50 „Stadion“ (1957, Moped, Zweigang-Getriebe, Handschaltung, Leichtbau)
- Jawa 50 „Jawetta“ (1958, Moped, Zweigang-Getriebe, Handschaltung, verkleidet)
- Babetta (ab 1970, Mofa, Eingang-Getriebe, automatische Kupplung, Transistorzündung, ab 1976 Thyristorzündung, ab 1983 1Gang/2Gang-Getriebe )

## Personenkraftwagen

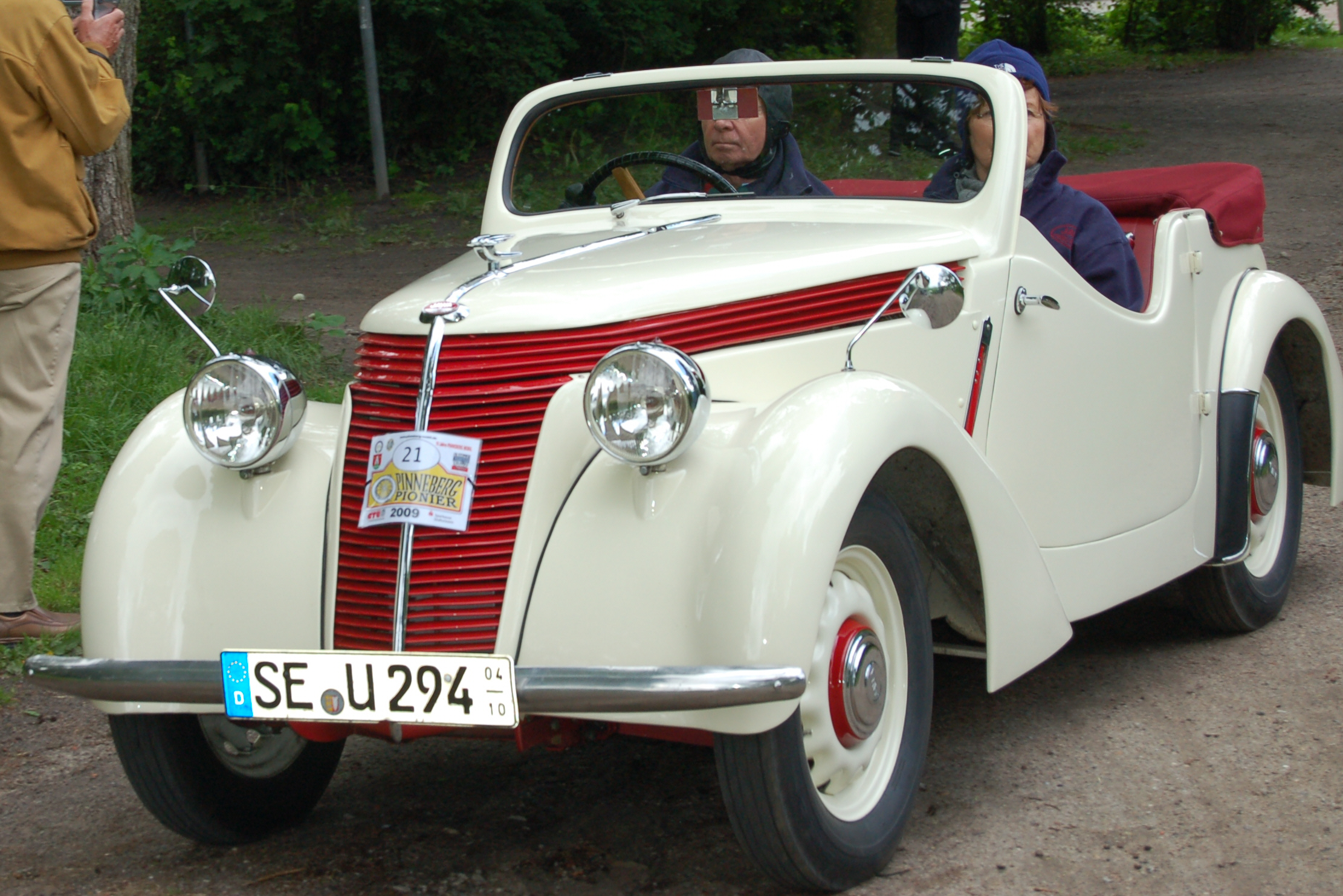
Jawa Minor (1938)

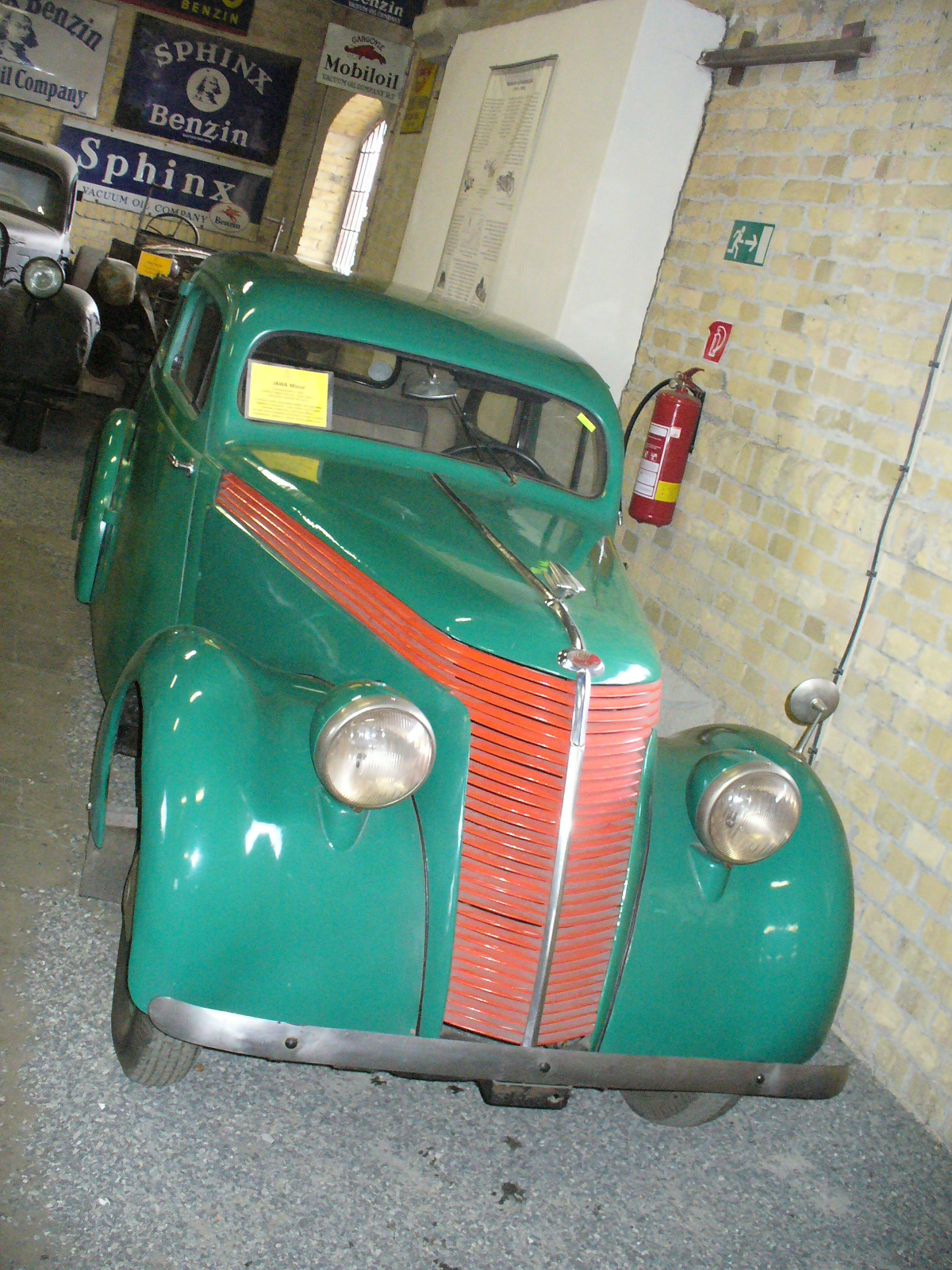
Jawa Minor I

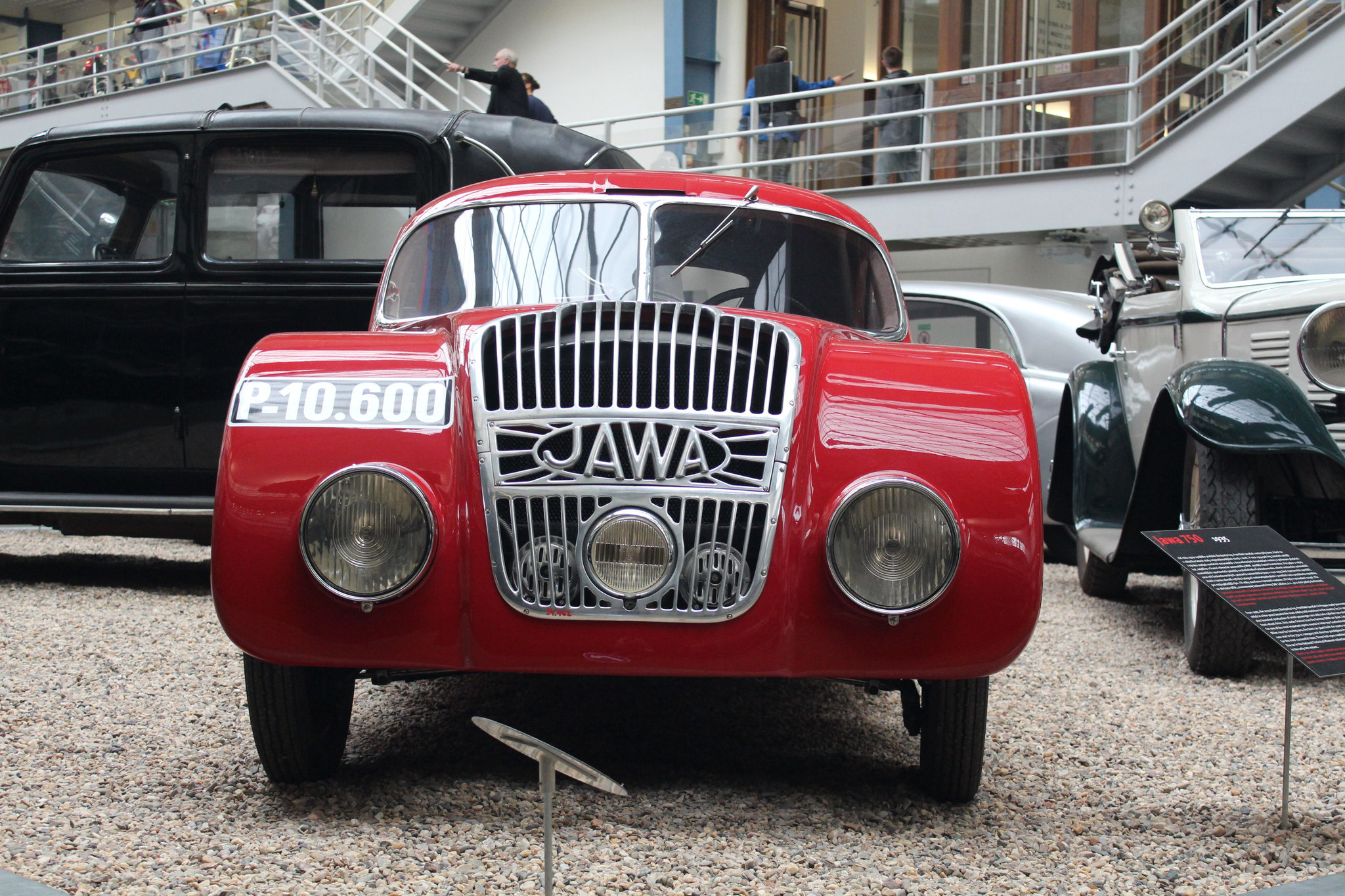
Jawa 750

Ab 1934 wurden außerdem Automobile hergestellt. Hierbei wurde sich Janeček relativ schnell mit der in Chemnitz ansässigen Auto Union AG einig. Damit begann JaWa unter der Modellbezeichnung Jawa 700 mit der Lizenzfertigung modifizierter DKW F 2 (Meisterklasse) mit Zweitaktmotor. 1937 wurde ein eigenes Modell Jawa Minor entwickelt (mit Zweitaktmotor 616 cm³, 15 kW, Dreigang-Getriebe, später Jawa Minor I genannt). Bis zum Kriegsausbruch wurden knapp 2000 Exemplare in verschiedenen Modellvarianten gebaut, unmittelbar nach dem Kriegsende noch etwa 700 Stück aus dem zum Kriegsbeginn gesicherten Material. Das unter abenteuerlichen Bedingungen während der deutschen Besatzung des Landes heimlich entwickelte Nachfolgermodell Jawa Minor II ging nach dem Krieg – nicht zuletzt durch die politische Lage bedingt – aus marktstrategischen Gründen unter dem Markennamen Aero Minor in Serie (ebenfalls ein Zweitakter mit 616 cm³, 15 kW, jedoch mit einem komplett umgebauten Fahrgestell und Karosserie und einem Viergang-Getriebe, eher bekannt unter der Bezeichnung Aero-Minor II). Seine Produktion wurde auf zwei Standorte verschiedener Auto- und Flugzeughersteller (weder Jawa- noch Aero-eigen) verteilt. Sowohl in der Straßenausführung als auch in einer zweisitzigen „Zigarren“-Version als Rennwagen konnte er beachtenswerte Erfolge bei verschiedenen namhaften Autorennen verbuchen (Rallye Monte Carlo, 24-Stunden-Rennen von Le Mans). Seine technische Tauglichkeit wurde unter anderem mit Erprobungs-/Propagandafernfahrten durch die Sahara und zum nördlichen Polarkreis (im Winter) wie auch mit dem erfolgreichen Export in verschiedene Länder Europas belegt. So wurden diese von der Garage Rebmann in Aarau in die Schweiz importiert. Es wurde dafür ein Aufbereitungs- und Auslieferungslager in Safenwil AG gebaut, das nach dem Ende des Minor-Importes von der Emil Frey AG übernommen wurde. Insgesamt wurden etwa 15.000 Stück hergestellt.
Trotz einer wahren Erfolgsgeschichte des Aero Minor und obwohl bereits ein Prototyp des Nachfolgemodells Minor III gebaut worden war (nach einigen Quellen mit einem 650-cm³-Zweitaktmotor, nach anderen mit einem Viertakter), entschied die politische Führung der verstaatlichten Autoindustrie in der damaligen Tschechoslowakei, die Produktion 1951 einzustellen. Somit sollte keine Modellreihe weiterverfolgt werden, die mit vergleichbaren Fabrikaten (namentlich der Marke Škoda) hätte konkurrieren können. Noch mehr Gewicht dürften aber bei dieser Entscheidung auch Kapazitätsgründe gehabt haben, da man Produktionsanlagen für militärische Zwecke zu benötigen glaubte. An der Entscheidung änderte auch das Interesse nichts, das aus westlichen Ländern an einer eigenen Weiterproduktion unter Lizenz bekundet worden sein soll.
Die Grundversion der Serienmodelle war eine zweitürige geschlossene Limousine (Tudor), es wurden auch verschiedene Modifikationen hergestellt – unter anderem Cabrios, Roadster, Kombis und Pick-ups. Hinzu kamen zahlreiche Prototypen, die nicht in Serie gingen. Auch Sodomka, Hersteller von exklusiv-eleganten Karosserien für alle möglichen Marken, hinterließ seine Kreationen bei Jawa. Mit verschiedenen Rennversionen konnten sportliche Erfolge erzielt werden, insbesondere mit den auf Basis des Minor II entstandenen Fahrzeugen. Diese hatten einen auf 750 cm³ erhöhten Hubraum; ein solcher Wagen mit einem 772-cm³-Dreizylinder nahm im Jahr 1949 unter der Bezeichnung „Aero-Minor III am 24-Stunden-Rennen von Le Mans“ teil. Der letzte dieser „Spider“ wurde 1955 gebaut.
In jüngerer Vergangenheit wurden auch italienische Miniautos mit einem 500-cm³-Diesel-Motor und einem Variator-Getriebe bei Jawa für den einheimischen Markt vervollständigt und unter eigener Marke geliefert.
Automodelle
Alle Angaben für die Grundversion als zweitürige Limousine (Tudor)
- Jawa 700 (1934) – Wassergekühlter Reihen-Zweizylinder, 684 cm³, 15 kW, quer hinter der Vorderradachse, Dreigang-Getriebe, Frontantrieb, Leermasse 720 kg, max. 80 km/h; modifizierte Lizenzversion DKW Meisterklasse
- Jawa Minor I (1937–1939, 1945) – Wassergekühlter Reihen-Zweizylinder, 616 cm³, 15 kW, längs hinter der Vorderradachse, Dreigang-Getriebe, Frontantrieb, Leermasse 700 kg, max. 90 km/h
- Aero Minor II (1946–1951) – Wassergekühlter Reihen-Zweizylinder, 616 cm³, 15 kW, längs vor der Vorderradachse, Viergang-Getriebe, Frontantrieb, Leermasse 700 kg, max. 90–100 km/h
- Aero Minor III (1951) – Wassergekühlter Reihen-Zweizylinder, 651 cm³, 17 kW, Viergang-Getriebe, Frontantrieb, max. 100 km/h. Ein Prototyp, wohl für eine Serienproduktion beabsichtigt, die jedoch wegen der abrupten Einstellung des Minor-Programms 1951 nicht mehr verwirklicht wurde.

## Jawa-Markenzeichen
| - Markenzeichen an Jawa-Krafträdern mit Angabe des ungefähren Nutzungszeitraums (a) - 1929 bis 1931 - 1931 bis 1936 - 1936 bis 1954 - 1954 bis 1961 - 1961 bis 1997 - Seit 1997 |
| (a) ohne Anspruch auf Vollständigkeit |